# Jonas Koch
Jonas Koch é um ciclista profissional alemão nascido a 25 de junho de 1993 em Schwäbisch Hall. Atualmente corre para a equipa CCC Team.

## Palmarés
2015
- 1 etapa do Tour de l'Avenir